# Улугуль
Улугуль — исчезнувшая деревня в Венгеровском районе Новосибирской области России. На момент упразднения входила в состав Новокуликовского сельсовета. Исключена из учётных данных в 1968 году.

## География
Располагалась на севере района у озера Улугуль, в 8 км к северо-западу от села Новые Кулики.

## История
Деревня была основана в 1851 году. В 1928 году состояла из 27 хозяйства. В административном отношении входила в состав Морозовского сельсовета Меньшиковского района Барабинского округа Сибирского края. В начале 1930-х годов организован колхоз «Весеннее утро», с 1949 года отделение укрупненного колхоза имени Ленина.
Решением Новосибирского облисполкома от 31.12.1968 г. деревня исключена из учётных данных.

## Население
По переписи 1926 г. в деревне проживало 129 человек (65 мужчин и 64 женщины), основное население — барабинцы.